# بيتر هووبر (كاتب)
بيتر هووبر (بالإنجليزية: Peter Hooper)‏ (19 مايو 1919 - 3 أبريل 1991)؛ شاعر وروائي نيوزيلندي.